# Defensionale
Als Defensionale bezeichnet wurden in der Alten Eidgenossenschaft die Vereinbarungen zwischen den Ständen (heutigen Kantonen) zur militärischen Abwehr gemeinsamer Feinde, die im Dreissigjährigen Krieg  und im Österreichischen Türkenkrieg von 1664 geschlossen und im ersten Koalitionskrieg 1792 ein einziges Mal gemeinsam beschworen wurden, nämlich das eidgenössische Defensionale von Wil (1647) und jenes von Baden (1668).
Es sah einen gemeinsamen Kriegsrat und Truppenauszüge vor. Damit präzisierten die Orte den Hauptinhalt der alten Bünde, des Sempacherbriefes und des Stanser Verkommnisses, nämlich die gegenseitige militärische Hilfe, über deren Art und Umfang im Laufe der Zeit Meinungsverschiedenheiten auftraten; nicht nur bedingt durch die veränderte Kriegsführung und Waffentechnik, sondern ebenso durch die divergierenden religiösen und den damit unlösbar verbundenen macht- und standespolitischen Interessen.
Bemühungen um ein Defensionale während des Dreissigjährigen Krieges unter den evangelischen Orten scheiterten an unterschiedlichen geopolitischen Interessen der reformierten Stände Bern, Zürich, Basel und Schaffhausen. Erst die Bedrohung beider Religionsparteien und der gemeinsamen Untertanengebiete führte schliesslich – erst gegen Kriegsende – zum Defensionale von Wil. Dabei traten die Orte der jeweils bedrohten Religion für den Grenzschutz ein, während die anderen, deren ausländische Glaubensgenossen Grenzverletzungen unternahmen, sich passiv verhielten. Aber kaum war die Bedrohung vorbei, erlahmte das Interesse am Defensionale und es wurde von den katholischen Orten, mit Ausnahme von Luzern, aufgekündigt.